# 拉卡皮特爾縣 (聖大非省)

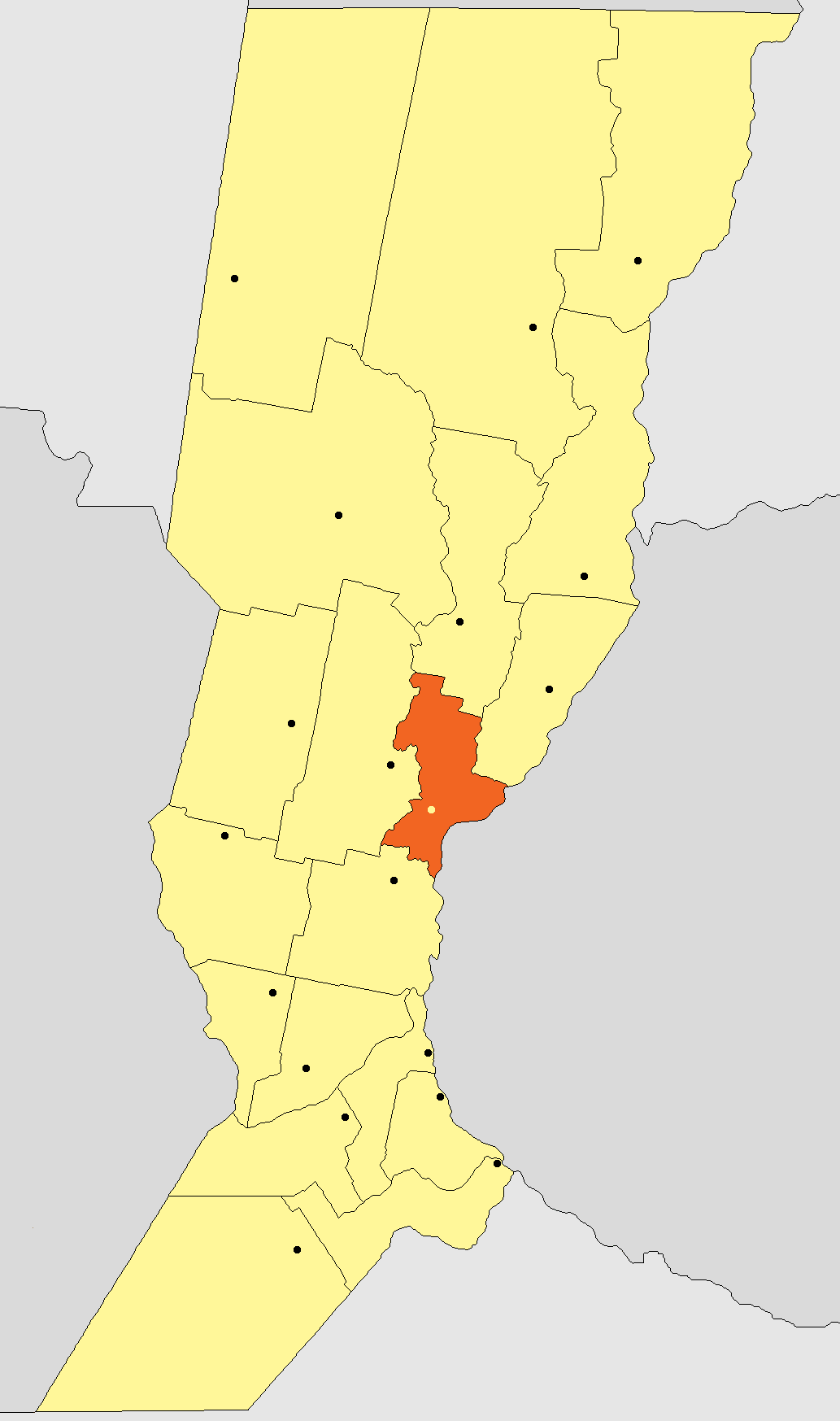

31°38′S 60°42′W / 31.633°S 60.700°W
拉卡皮特爾縣（西班牙語：Departamento La Capital），是阿根廷的縣份，位於該國東北部聖大非省，首府設於聖菲，東面是巴拉那河，面積3,055平方公里，2010年人口525,093，人口密度每平方公里171.88人。